# Tagetes lucida
Espèce
Classification phylogénétique

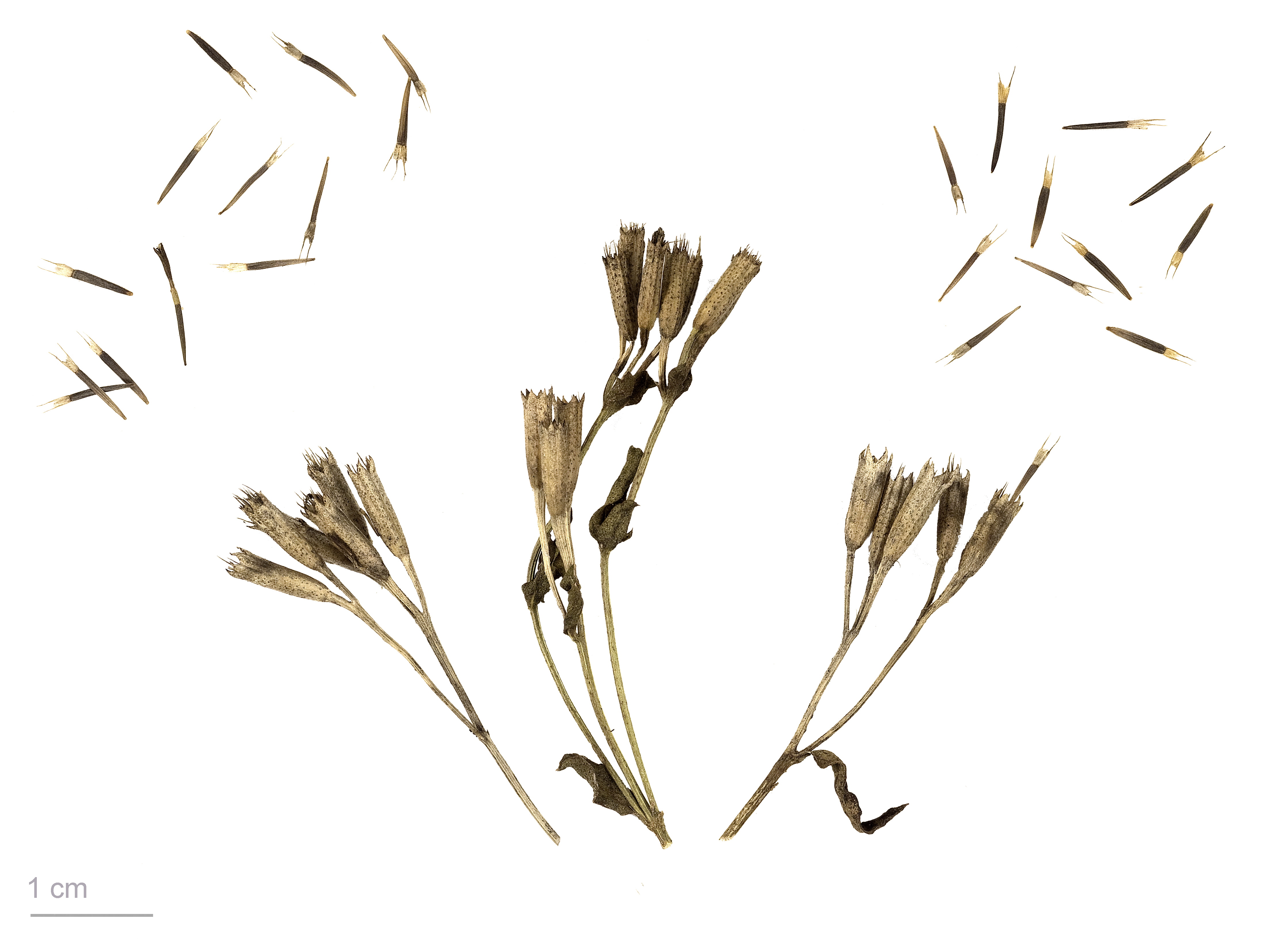
Tagetes lucida - Muséum d'histoire naturelle de Toulouse

La Tagète Lucida ou Yauhtli des Aztèques ou encore Estragon mexicain (Tagetes lucida) est une espèce de plantes à fleurs de la famille des Asteraceae originaire du Mexique.
C'est une plante herbacée odorante, pouvant atteindre une hauteur de 50 cm. Ses feuilles, opposées, ovales et dentelées, sont ponctuées de petites glandes renfermant une huile essentielle. Cette plante médicinale est aussi utilisée pour ses propriétés enthéogènes.

## Plante sacrée dans la culture mexicaine
Considérée comme une plante médicinale et sacrée, les Aztèques nommaient la Tagète Lucida « Yauhtli » ou « herbe des nuages » et ils affirmaient que la plante stimule les règles et provoque l’avortement. Moulue avec du cacao, la plante faisait baisser la fièvre. Selon les Aztèques, le Yauhtli soulage ceux qui ont été effrayés par la foudre et  ceux qui ont perdu la tête. La Tagète Lucida était étroitement liée à Tlaloc, dieu de la pluie. Par conséquent, les Aztèques réduisaient le Yauhtli en poudre afin de l’utiliser comme encens pour Tlaloc. Les prêtres utilisaient aussi la plante pour la souffler sur le visage des hommes qui allaient être sacrifiés au feu.
Aujourd’hui, l’usage rituel de la Tagète Lucida perdure encore chez les populations Huichols qui mélangent parfois la Tagète Lucida avec un tabac de l'espèce Nicotiana rustica afin d’atteindre des états visionnaires hallucinogènes.

## Pharmacologie
La Tagète Lucida contient des dérivés de Thiofènes, des traces d’inositol, des glycosides cyanogènes et enfin des tanins et des saponines.
La Tagète Lucida contient les composés suivants :
- Anethol[4]
- Chavicol[5]
- Coumarine [6]
- Estragol[4]
- isorhamnétine[7]
- méthyleugénol[4]
- quercétine [6]